# Disco:wax
disco:wax – duńska wytwórnia wydająca płyty muzyczne założona w 1999 roku w Kopenhadze. Ma swoją pod wytwórnię di:lemma.
W grudniu 2003 zawarto umowę, na mocy której Warner Music Danmark od 1 stycznia 2004 roku stał się partnerem i jest odpowiedzialny za dystrybucję.
W 2008 i 2009 roku wytwórnia otrzymała nagrodę Danish DeeJay Awards w kategorii Årets Danske Label.